# سوق فنجاء (سلطنة عمان)
سوق فنجاء؛ سوق حرفي تقليدي يقع في ولاية بدبد بمحافظة الداخلية، ويعتبر واجهة تسويقية للصناعات الحرفية في سلطنة عمان، وبفضل موقعه في بدايات الولاية أصبح مقصدا للسواح والزوار وعشاق الحرف اليدوية والصناعات التقليدية.

## معروضات السوق
يحتوي السوق على معروضات متنوعة منها:
- الصناعات الحرفية كالفخاريات والسعف وأدوات الزينة والبخور.
- كما يعتبر مكانا مناسبا لاقتناء الهدايا والتذكارات التي تتزين بها المنازل والبيوت في عمان.
- مجموعة متنوعة من الفخاريات والأواني والمشغولات اليدوية والسعفية.
- المنتجات الخشبية كالمناديس الخشبية وأدوات النظافة المصنوعة يدويا.
- المأكولات الشعبية العمانية كالعوال والقاشع والاعشاب المحلية وماء الورد والعسل.[2]

## وصلات خارجية
- أسواق > سوق الحرفيين بفنجاء